# Lars Thunberg
Lars Anders Thunberg, född 9 juli 1928 i Sankt Görans församling, Stockholm, död 29 november 2007 i Sigtuna församling, Stockholms län, var en svensk präst, teolog, författare och översättare.

## Biografi
Lars Thunberg var son till bankdirektör Oscar Thunberg och Greta Winqvist. Han blev fil. kand. 1950, prästvigd 1954 för Västerås stift, teol. dr 1965, var direktor för Nordiska ekumeniska institutet från 1967 och docent i dogmatik med symbolik i Uppsala från 1970, senare docent i Århus. Han skrev litteraturkritik i Vestmanlands Läns Tidning och Vår lösen. Han var ledamot av Nathan Söderblom-Sällskapet. Han var gift med Anne-Marie Thunberg (1923–2005).
"Med ett estetiskt genomarbetat språk o en naturbunden symbolism uttrycker T i en rad diktsaml sin livssyn, präglad av humanism o religiös övertygelse." (Litteraturlexikon, 1974)
Thunberg har författat tre psalmer i Den svenska psalmboken 1986: nr 163 På lidande byggd är Guds kyrka, 192 Nu sjunker bullret och 425 Tidens mått har fyllts till randen.